# 5814-es mellékút (Magyarország)
Az 5814-es mellékút egy közel 18 kilométeres hosszúságú, négy számjegyű mellékút Baranya vármegye területén; a Pécs déli vonzáskörzetéhez tartozó Görcsönyt köti össze Harkánnyal, feltárva a köztük elterülő kisebb településeket is.

## Nyomvonala
Görcsöny központjában ágazik ki az 5801-es útból, annak a 11+200-as kilométerszelvénye közelében lévő körforgalmú csomópontból, dél felé; ugyanitt ér véget, a körforgalomba keletről becsatlakozva az 58-as főút szalántai szakaszától idáig húzódó 5828-as út. Petőfi utca néven húzódik a belterület déli széléig, amit alig 400 méter után ér el, majd, még a második kilométerének elérése előtt teljesen ki is lép a község határai közül.
Ócsárd területén folytatódik, e helységet nagyjából 3,7 kilométer után éri el, a Dózsa utca nevet felvéve. A központban – a 4+250-es kilométerszelvénye közelében – kiágazik belőle nyugat felé az 5812-es út, mely Kisdéren ár Baksáig vezet. A folytatásban Kossuth utca a települési neve, és ezen a néven egy darabig fokozatosan egyre keletebbi irányt vesz; a falu legutolsó házait azonban már ismét délnek húzódva hagyja maga mögött, Vasút utca néven, 5,5 kilométer megtétele után. [A névadó vasútra ma már nem sok minden emlékeztet a helységben, az egykor itt elhaladó Pécs–Harkány–Donji Miholjac-vasútvonalat 1971 nyarán megszüntették.]
A 6. kilométerétől az út Szava határai között halad; a 6+350-es kilométerszelvénye közelében keresztezi az 5815-ös utat, majd elhalad Vaskapupuszta épületei mellett. Szaván lakott helyeket ennél jobban nem is érint, a falu nyugati széle mellett halad el, a központba csak az 5813-as útra letérve lehet bekanyarodni, amely 8,2 kilométer után torkollik bele az útba keleti irányból.
9,3 kilométer után lép az út a következő település, Diósviszló határai közé, a községben, amit 10,5 kilométer után ér el, a Széchenyi István utca nevet veszi fel. A központ délkeleti részén, 11,2 kilométer után kiágazik belőle nyugat felé az 58 117-es számú mellékút, amely Rádfalva központjáig vezet; nem sokkal ezután pedig ki is lép a lakott területről, s egyben újból kissé keletebbi irányba fordul.
Márfa a következő települése, melynek határszélét 12,5 kilométer után lépi át, belterületén pedig a 13. és 14. kilométerei között húzódik végig, Fő utca néven. Kelet felé hagyja el a falut, és mintegy 14,4 kilométer után Harkány határai közé érkezik. Terehegy városrészen halad át először, Aradi utca, majd Széchenyi tér, utána Petőfi Sándor utca néven, a legkeletibb terehegyi házak után pedig szinte azonnal keresztezi az 58-as főutat; utóbbi itt majdnem pontosan a 25. kilométerénél, az 5814-es pedig kicsivel a 17. kilométere előtt jár. Keresztezi a Középrigóc–Villány-vasútvonal egykori vágányait, onnan pedig már Harkány házai között húzódik, változatlanul Petőfi Sándor utca néven. A város központjának északi részén ér véget, beletorkollva az 5717-es útba, annak az 1+100-as kilométerszelvényénél.
Teljes hossza, az országos közutak térképes nyilvántartását szolgáló kira.kozut.hu adatbázisa szerint 17,774 kilométer.

## Története
A Kartográfiai Vállalat 1970-ben kiadott Magyarország autótérképe című kiadványának tanúsága szerint akkor még nem létezett, csak egyes szakaszait jelöli kiépített, szilárd burkolatú (pormentes) útként. A térkép Görcsöny központja és Ócsárd között nem tüntet fel közúti kapcsolatot, mint ahogy a vaskapupusztai kereszteződés és Diósviszló között sem.
Ugyanezen kiadó 1990-ben megjelentetett Magyarország autóatlasza a Görcsönytől Diósviszlóig tartó szakaszt pormentes, hátralévő részét egy fokozattal gyengébb minőségre utaló jelöléssel, portalanított útként szerepelteti.

## Települések az út mentén
- Görcsöny
- Ócsárd
- Szava
- Diósviszló
- Márfa
- Terehegy
- Harkány